# Campeonato Africano de Judo de 2019
El XXVIII Campeonato Africano de Judo se celebró en Ciudad del Cabo (Sudáfrica) entre el 25 y el 27 de abril de 2019 bajo la organización de la Unión Africana de Judo.
En total se disputaron catorce pruebas diferentes, siete masculinas y siete femeninas.

## Resultados

### Masculino
| Evento  | Oro                          | Plata                           | Bronce                                                  |
| ------- | ---------------------------- | ------------------------------- | ------------------------------------------------------- |
| –60 kg  | Fraj Dhuibi Túnez            | Bernadin Tsala Tsala Camerún    | Salim Rabahi Argelia Yunes Sadiki Marruecos             |
| –66 kg  | Mohamed Abdelmawgud · Egipto | Imad Basu Marruecos             | Diogo César · Guinea-Bisáu · Ahmed Abdulrahman · Egipto |
| –73 kg  | Fethi Nurin Argelia          | Mohamed Mohyeldin · Egipto      | Aden-Alexandre Houssein Yibuti Faye Njie Gambia         |
| –81 kg  | Mohamed Abdelaal · Egipto    | Abdelaziz Ben Amar Túnez        | Abdelrahman Mohamed · Egipto · Achraf Muti · Marruecos  |
| –90 kg  | Hatem Abdelajer · Egipto     | Abderahman Benamadi Argelia     | Abderahmane Diao Senegal Osama Snusi Túnez              |
| –100 kg | Lyes Buyacub Argelia         | Ramadan Darwish · Egipto        | Dominic Dugasse Seychelles Seidou Nji Mouluh Camerún    |
| +100 kg | Mbagnick Ndiaye Senegal      | Mohamed Sofian Belrekaa Argelia | Ahmed Wahid · Egipto · Mohamed El-Mehdi Lili · Argelia  |

### Femenino
| Evento | Oro                         | Plata                     | Bronce                                               |
| ------ | --------------------------- | ------------------------- | ---------------------------------------------------- |
| –48 kg | Geronay Whitebooi Sudáfrica | Hayer Meserem Argelia     | Umaima Bediui Túnez Priscilla Morand Mauricio        |
| –52 kg | Taciana Cesar Guinea-Bisáu  | Sumiya Iraui Marruecos    | Salimata Fofana Costa de Marfil Meriem Musa Argelia  |
| –57 kg | Gofran Jelifi Túnez         | Lamia Alzenan · Egipto    | Diassonema Mucungui Angola Yamina Halata Argelia     |
| –63 kg | Amina Belkadi Argelia       | Sofia Belatar Marruecos   | Jasmine Martin Sudáfrica Hélène Wezeu Dombeu Camerún |
| –70 kg | Nihel Buchucha Túnez        | Suad Belakehal Argelia    | Ayuk Otay Arrey Camerún Demos Memneloum Chad         |
| –78 kg | Kauzar Ualal Argelia        | Unelle Snyman Sudáfrica   | Sarah Myriam Mazouz Gabón Sara Mzugui Túnez          |
| +78 kg | Nihel Sheij Ruhu Túnez      | Hortence Atangana Camerún | Sonia Aselah · Argelia · Kariman Shafik · Egipto     |

## Medallero
| Núm. | País            | Oro | Plata | Bronce | Total |
| ---- | --------------- | --- | ----- | ------ | ----- |
| 1    | Argelia         | 4   | 4     | 5      | 13    |
| 2    | Túnez           | 4   | 1     | 3      | 8     |
| 3    | Egipto          | 3   | 3     | 4      | 10    |
| 4    | Sudáfrica       | 1   | 1     | 1      | 3     |
| 5    | Guinea-Bisáu    | 1   | 0     | 1      | 2     |
| 5    | Senegal         | 1   | 0     | 1      | 2     |
| 7    | Marruecos       | 0   | 3     | 2      | 5     |
| 8    | Camerún         | 0   | 2     | 3      | 5     |
| 9    | Angola          | 0   | 0     | 1      | 1     |
| 9    | Chad            | 0   | 0     | 1      | 1     |
| 9    | Costa de Marfil | 0   | 0     | 1      | 1     |
| 9    | Gabón           | 0   | 0     | 1      | 1     |
| 9    | Gambia          | 0   | 0     | 1      | 1     |
| 9    | Mauricio        | 0   | 0     | 1      | 1     |
| 9    | Seychelles      | 0   | 0     | 1      | 1     |
| 9    | Yibuti          | 0   | 0     | 1      | 1     |
|      | TOTAL           | 14  | 14    | 28     | 56    |